# Barbara Fialho
Barbara Fialho, née le 21 décembre 1987 à Montes Claros, est un mannequin brésilien.

## Biographie
En 2004, elle fait sa première couverture de magazine, pour Vogue Italia. Bien que ce ne soit que le début de sa carrière, elle défile déjà pour des créateurs tels qu'Alexander McQueen, Laura Biagiotti, Vivienne Westwood, Amaya Arzuaga et John Richmond, ainsi que pour la marque de prêt-à-porter Carven.
En 2005, elle arpente les podiums de Christian Dior, Bottega Veneta, John Galliano, Loewe, Diane von Fürstenberg, Vivienne Westwood, Jeremy Scott et Louis Vuitton.
En 2006, elle pose en couverture de Elle Sweden et défile pour Temperley London, Cynthia Rowley (en), Naeem Kahn, Peter Som (en), Doo Ri, Walter Rodrigues et Custo Barcelona.
En 2007, elle est en couverture de Style & Family Tunes 100. Elle participe aux défilés Agatha Ruiz de la Prada, Osman Yousefzada, Gavin Douglas, Ashley Isham (en), Vivienne Westwood et Alice McCall (en).
En 2011, elle pose pour Levi's, ainsi que pour les couvertures de Status, Versatile et Cool.
En 2012, elle défile pour Custo Barcelona, DL1961, Ralph Rucci (en), Sally Lapointe, Norisol Ferrari, Jeremy Scott et Oscar de la Renta. Elle pose pour une publicité de Macy's. Elle apparaît dans un éditorial de L'Officiel.
Depuis cette année-là, elle défile pour Victoria's Secret et est leur mannequin cabine.
En 2013, elle fait la publicité de Urban Decay et Wild & Alive. Elle défile pour Jeremy Scott, Givenchy, Cushnie Et Ochs, KaufmanFranco, Ralph Rucci (en), Naeem Khan, Eudon Choi, House of Holland, Antonio Berardi (en) et Temperley London. Elle pose aussi pour les magazines Harper's Bazaar, CR Fashion Book, The Wild et Elle.
En 2014, elle fait la couverture du GQ sud-africain et pose pour un éditorial de sa version australienne, ainsi que pour le magazine W. Elle fait la publicité de El Palacio de Hierro (en).
En 2015, elle est dans un éditorial du Marie Claire australien et en couverture du Harper's Bazaar brésilien et de 10 Magazine (en).

## Vie privée
Elle a eu une relation avec l'acteur Enrique Murciano.
En 2018, elle fréquente le chanteur Lenny Kravitz.
Le 23 mars 2019, elle devient la femme de Rohan Marley, fils de Bob Marley et ex compagnon de Lauryn Hill. Leur mariage a lieu au Brésil. Ensemble, ils ont une fille née en août 2019 qui se prénomme Maria Fialho Marley. C’est le premier enfant du mannequin et le huitième pour son mari Rohan Marley.